# Řád Kamehamehy I.
Královský řád Kamehamehy I. (Kamehameha I e Hookanaka) byl rytířský řád Havajského království založený králem Kamehamehou V. roku 1865.

## Historie a pravidla udílení
Po svém nástupu na trůn založil král Kamehameha V. dne 11. dubna 1865 tento řád, který pojmenoval na počest svého dědečka Kamehamehy I. Ten byl zakladatelem Havajského království a dynastie Kamehameha. Řád byl udílen občanům království i cizím státním příslušníkům za vynikající služby králi a království. Pokud vyznamenaní žili na Havajských ostrovech náležela jim roční renta, jejíž výše závisela na udělené třídě řádu.
Velká rada řádu, složená z členů řádu žijících na Havajských ostrovech, se scházela každý rok. Pokud se členové ze zasedání řádně neomluvili, museli zaplatit pokutu.

## Insignie
Řádový odznak má tvar bíle smaltovaného maltézského kříže, který je v závislosti na třídě stříbrně či zlatě lemován. Mezi rameny kříže jsou zlaté či stříbrné shluky paprsků. Uprostřed je kulatý bíle smaltovaný medailon se zlatým písmenem K. Okolo je modře smaltovaný kruh se zlatým nápisem KAMEHAMEHA I a dvěma zlatými vavřínovými ratolestmi. Na zadní straně je v kruhu nápis E HOOKANAKA. Ke stuze či řetězu je odznak připojen pomocí přechodového prvku ve tvaru havajské královské koruny.

Stuha v případě dvou vyšší tříd je červená s bíle lemovanými oběma okraji. Dvě nižší třídy mají stuhu složenou z proužků červené a bílé barvy.

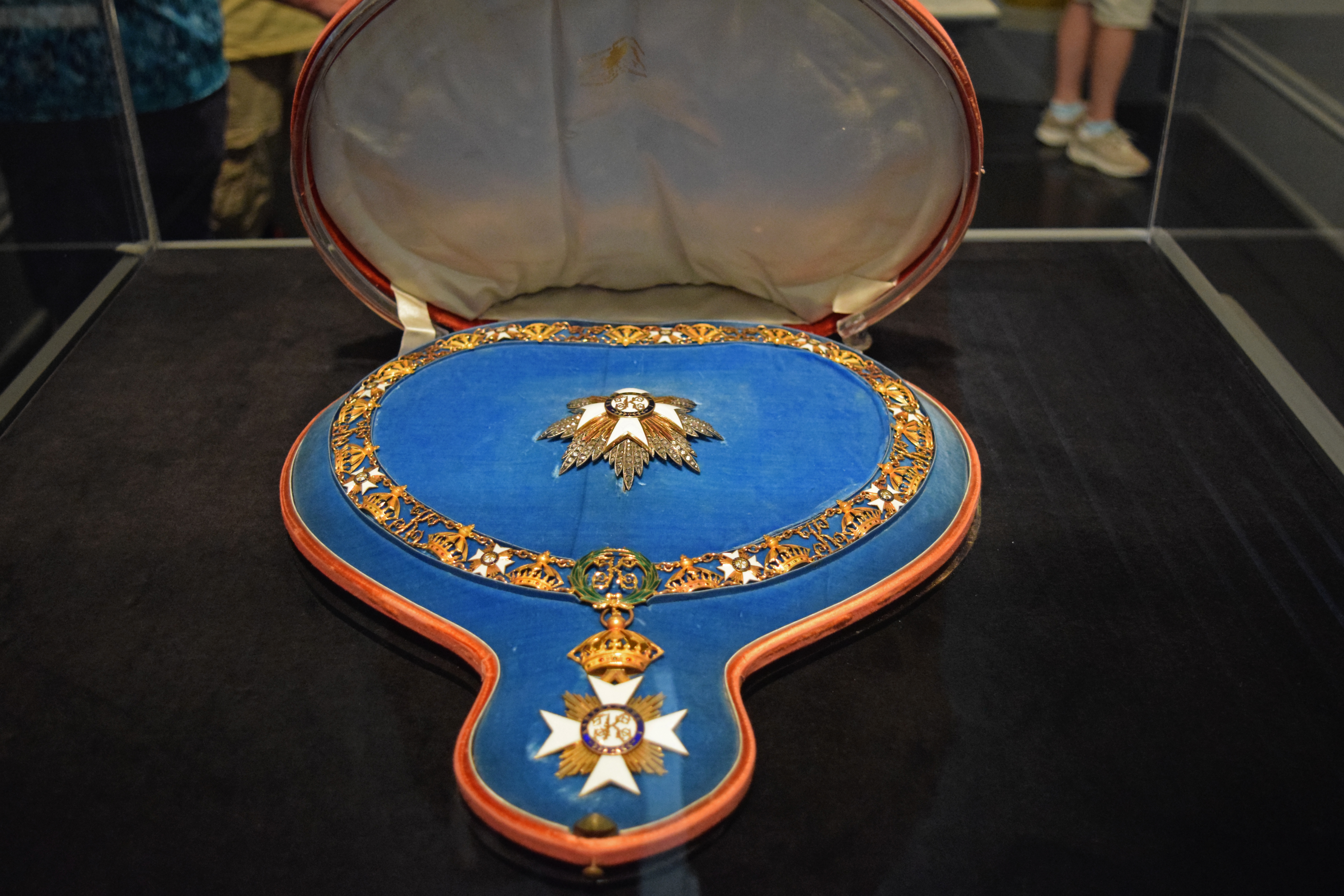
Velkokříž s řetězem
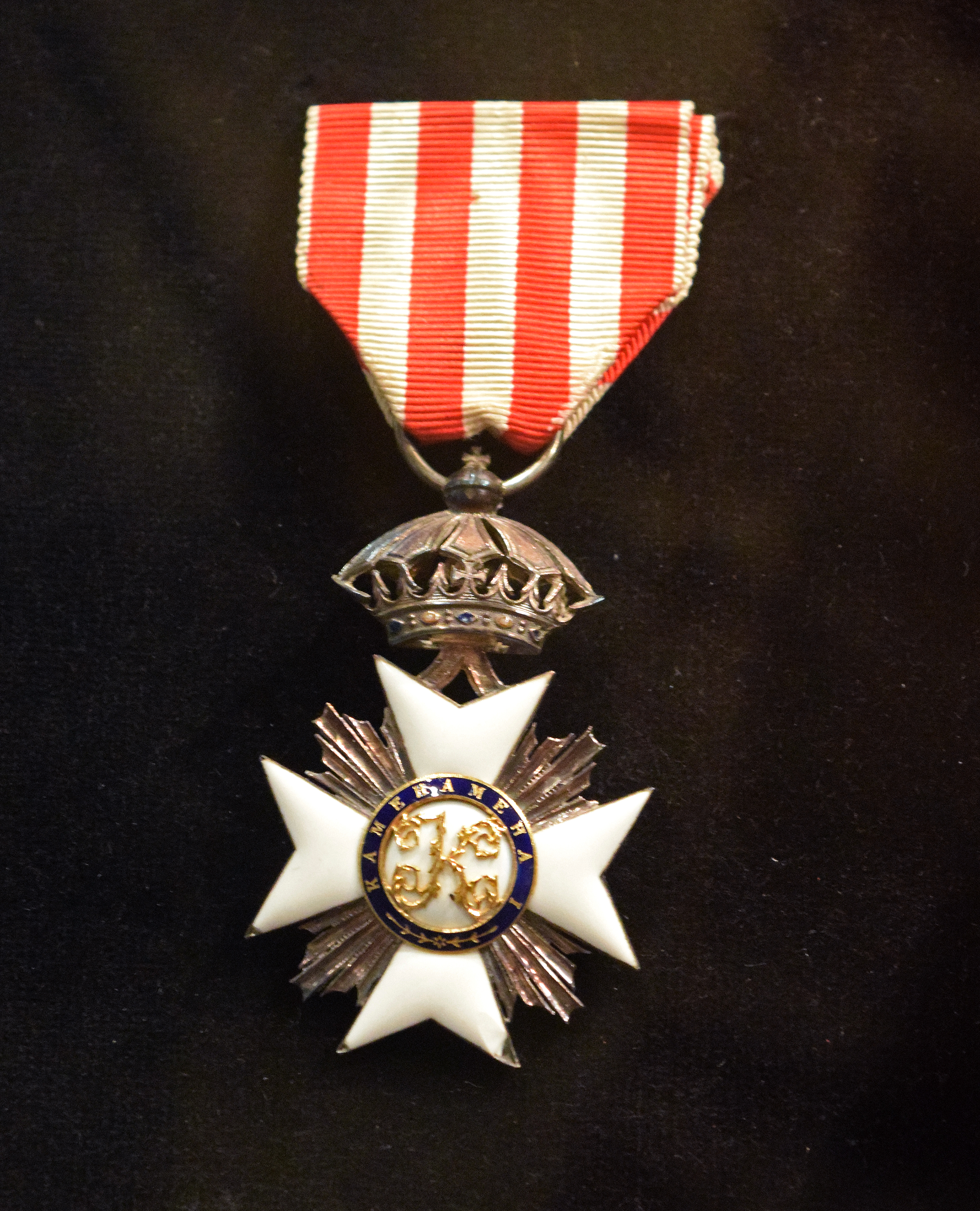
Společník
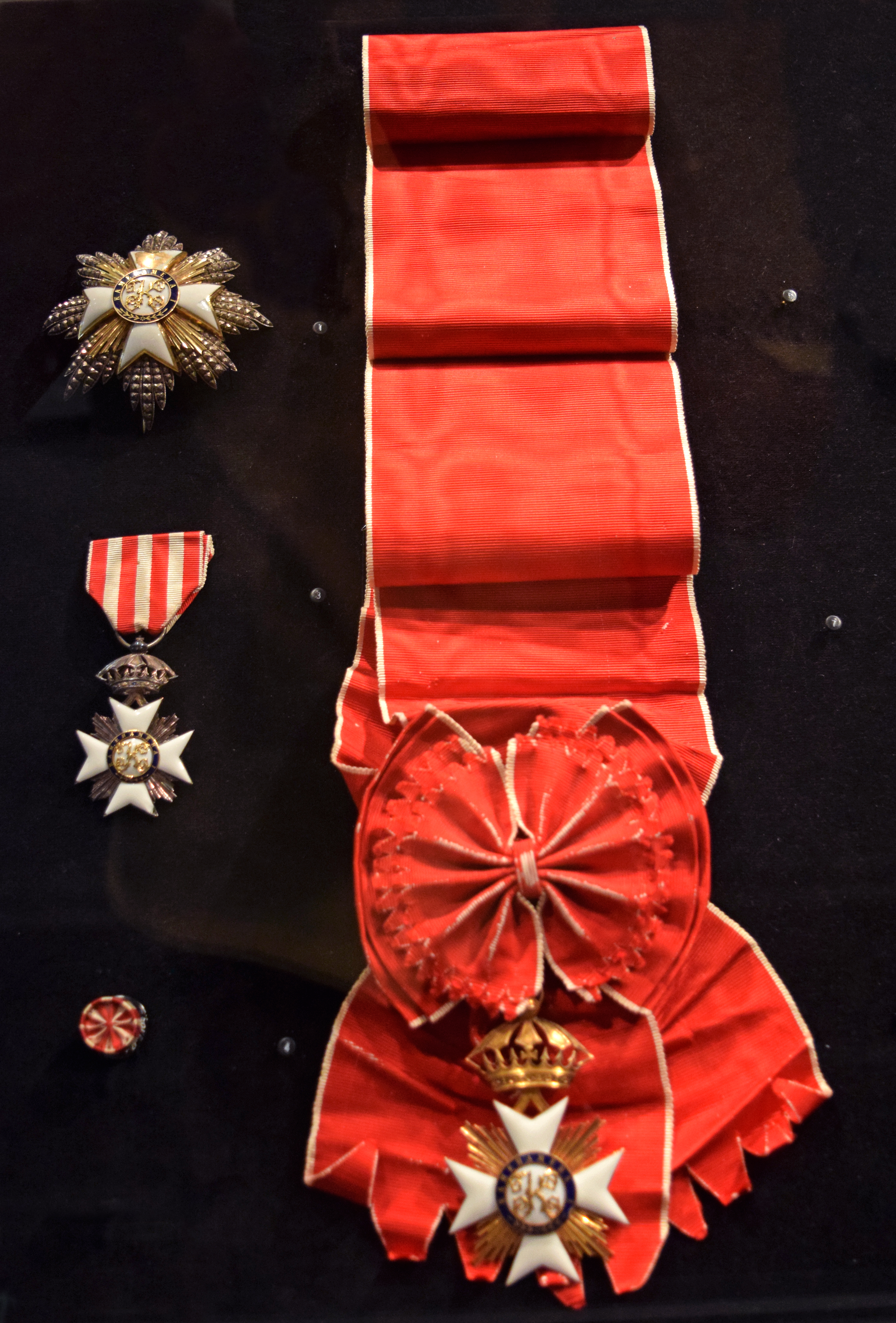
Řádové insignie

## Třídy
Řád byl udílen ve čtyřech třídách.
- velkokříž s řetězem – Řádový odznak se nosil na řádovém řetězu. Řádová hvězda se nosila na hrudi. Počet žijících členů této třídy byl omezen na hlavu státu.
- velkokříž – Řádový odznak se nosil na široké stuze spadající z pravého ramene na protilehlý bok. Řádová hvězda se nosila na hrudi. Počet žijících členů této třídy třídy byl omezen na 10.
- komtur – Řádový odznak se nosil na stuze kolem krku. Řádová hvězda této třídě již nenáležela. Počet žijících členů této třídy je omezen na 30.
- společník – Řádový odznak se nosil na stužce na hrudi. Počet žijících členů této třídy je omezen na 50.